# The Ultimate Tour
The Ultimate Tour il tour mondiale a supporto dell'album Ultimate pubblicato il 3 novembre 2017 dal cantante rock canadese Bryan Adams.

## Tappe del The Ultimate Tour
- New Zealand & Australia The Utimate Tour 2018
- UK & Europe The Utimate Tour 2018
- USA The Utimate Tour 2018
- Canada The Utimate Tour 2018
- India 2018[4]

## The Ultimate Tour 2018
| Numero | Data       | Luogo                                   | Bandiera                                   | Nazione               |
| ------ | ---------- | --------------------------------------- | ------------------------------------------ | --------------------- |
| 1      | 2/01/2018  | Matakana Country Park, Matakana         | Nuova Zelanda (bandiera)                   | Nuova Zelanda         |
| 2      | 4/01/2018  | TSB Bowl of Brooklands, New Plymouth    | Nuova Zelanda (bandiera)                   | Nuova Zelanda         |
| 3      | 5/01/2018  | ASB Baypark Stadium, Mount Maunganui    | Nuova Zelanda (bandiera)                   | Nuova Zelanda         |
| 4      | 6/01/2018  | Black Barn Vineyards, Hawke's Bay       | Nuova Zelanda (bandiera)                   | Nuova Zelanda         |
| 5      | 9/01/2018  | Sandstone Point Hotel, Bribie Island    | Australia (bandiera)                       | Australia             |
| 6      | 10/01/2018 | GCCEC Arena, Gold Coast                 | Australia (bandiera)                       | Australia             |
| 7      | 12/01/2018 | Mt Duneed Estate, Geelong               | Australia (bandiera)                       | Australia             |
| 8      | 13/01/2018 | Mitchelton Wines, Nagambie              | Australia (bandiera)                       | Australia             |
| 9      | 27/04/2018 | Malmö Arena, Malmö                      | Svezia (bandiera)                          | Svezia                |
| 10     | 28/04/2018 | Partille Arena, Göteborg                | Svezia (bandiera)                          | Svezia                |
| 11     | 29/04/2018 | Globen, Stoccolma                       | Svezia (bandiera)                          | Svezia                |
| 12     | 1/05/2018  | Helsinki Ice Hall, Helsinki             | Finlandia (bandiera)                       | Finlandia             |
| 13     | 2/05/2018  | Saku Suurhall, Tallinn                  | Estonia (bandiera)                         | Estonia               |
| 14     | 2/05/2018  | Arena Riga, Riga                        | Lettonia (bandiera)                        | Lettonia              |
| 15     | 4/05/2018  | Žalgirio Arena, Kaunas                  | Lituania (bandiera)                        | Lituania              |
| 16     | 5/05/2018  | Torwar Hall, Varsavia                   | Polonia (bandiera)                         | Polonia               |
| 17     | 21/05/2018 | 3Arena, Dublino                         | Irlanda (bandiera)                         | Irlanda               |
| 18     | 22/05/2018 | 3Arena, Dublino                         | Irlanda (bandiera)                         | Irlanda               |
| 19     | 24/05/2018 | Manchester Arena, Manchester            | Regno Unito (bandiera)                     | Regno Unito           |
| 20     | 25/05/2018 | Genting Arena, Birmingham               | Regno Unito (bandiera)                     | Regno Unito           |
| 21     | 26/05/2018 | The SSE Hydro, Glasgow                  | Regno Unito (bandiera) · Scozia (bandiera) | Regno Unito           |
| 22     | 27/05/2018 | First Direct Arena, Leeds               | Regno Unito (bandiera)                     | Regno Unito           |
| 23     | 29/05/2018 | Metro Radio Arena, Newcastle            | Regno Unito (bandiera)                     | Regno Unito           |
| 24     | 30/05/2018 | Wembley Arena, Londra                   | Regno Unito (bandiera)                     | Regno Unito           |
| 25     | 31/05/2018 | The O2 Arena, Londra                    | Regno Unito (bandiera)                     | Regno Unito           |
| 26     | 5/06/2018  | Save-On-Foods Memorial Centre, Victoria | Canada (bandiera)                          | Canada                |
| 27     | 6/06/2018  | Rogers Arena, Vancouver                 | Canada (bandiera)                          | Canada                |
| 28     | 8/06/2018  | Rogers Place, Edmonton                  | Canada (bandiera)                          | Canada                |
| 29     | 9/06/2018  | Scotiabank Saddledome, Calgary          | Canada (bandiera)                          | Canada                |
| 30     | 10/06/2018 | Prospera Place, Kelowna                 | Canada (bandiera)                          | Canada                |
| 31     | 12/06/2018 | Red Rocks Amphitheatre, Morrison        | Stati Uniti (bandiera)                     | Stati Uniti d'America |
| 32     | 17/06/2018 | Ziggo Dome, Amsterdam                   | Paesi Bassi (bandiera)                     | Paesi Bassi           |
| 33     | 18/06/2018 | Barclaycard Arena, Amburgo              | Germania (bandiera)                        | Germania              |
| 34     | 19/06/2018 | SAP Arena, Mannheim                     | Germania (bandiera)                        | Germania              |
| 35     | 20/06/2018 | Hallenstadion, Zurigo                   | Svizzera (bandiera)                        | Svizzera              |
| 36     | 22/06/2018 | Lanxess Arena, Colonia                  | Germania (bandiera)                        | Germania              |
| 37     | 23/06/2018 | Palais 12, Bruxelles                    | Belgio (bandiera)                          | Belgio                |
| 38     | 24/06/2018 | Rockhal, Esch-sur-Alzette               | Lussemburgo (bandiera)                     | Lussemburgo           |
| 39     | 29/06/2018 | Ravinia Festival, Highland Park         | Stati Uniti (bandiera)                     | Stati Uniti d'America |
| 40     | 1/07/2018  | Hollinger Park, Timmins                 | Canada (bandiera)                          | Canada                |
| 41     | 3/07/2018  | The Colosseum, Windsor                  | Canada (bandiera)                          | Canada                |
| 42     | 4/07/2018  | Casino Rama, Rama                       | Canada (bandiera)                          | Canada                |
| 43     | 5/07/2018  | Lebreton Flats, Ottawa                  | Canada (bandiera)                          | Canada                |
| 44     | 27/07/2018 | Mile One Centre, Saint John's           | Canada (bandiera)                          | Canada                |
| 45     | 28/07/2018 | Mile One Centre, Saint John's           | Canada (bandiera)                          | Canada                |
| 46     | 30/07/2018 | Centre 200,Sydney                       | Canada (bandiera)                          | Canada                |
| 47     | 31/07/2018 | Credit Union Place, Summerside          | Canada (bandiera)                          | Canada                |
| 48     | 2/08/2018  | Festivent, Lévis                        | Canada (bandiera)                          | Canada                |
| 49     | 3/08/2018  | Air Canada Centre, Toronto              | Canada (bandiera)                          | Canada                |
| 50     | 5/08/2018  | Filene Center, Vienna                   | Stati Uniti (bandiera)                     | Stati Uniti d'America |
| 51     | 9/10/2018  | Sardar Patel Stadium, Ahmedabad         | India (bandiera)                           | India                 |
| 52     | 11/10/2018 | Hitex Exhibition Center, Hyderabad      | India (bandiera)                           | India                 |
| 53     | 12/10/2018 | Jio Garden, Mumbai                      | India (bandiera)                           | India                 |
| 54     | 13/10/2018 | Ozone Urbana, Bangalore                 | India (bandiera)                           | India                 |
| 55     | 14/10/2018 | Leisure Valley Park, Gurgaon            | India (bandiera)                           | India                 |
| 56     | 22/11/2018 | Arena Stožice, Lubiana                  | Slovenia (bandiera)                        | Slovenia              |
| 57     | 23/11/2018 | Gran Teatro Geox, Padova                | Italia (bandiera)                          | Italia                |
| 58     | 24/11/2018 | PalaGeorge, Montichiari                 | Italia (bandiera)                          | Italia                |
| 59     | 25/11/2018 | Salzburgarena, Salisburgo               | Austria (bandiera)                         | Austria               |
| 60     | 27/11/2018 | Arena Nürnberger, Norimberga            | Germania (bandiera)                        | Germania              |
| 61     | 28/11/2018 | Arena Leipzig, Lipsia                   | Germania (bandiera)                        | Germania              |
| 62     | 29/11/2018 | Ostravar Aréna, Ostrava                 | Rep. Ceca (bandiera)                       | Repubblica Ceca       |

## Scaletta tipo
1. Ultimate Love
2. Can't Stop This Thing We Started
3. Run to You
4. Go Down Rockin'
5. Heaven
6. This Time
7. It's Only Love
8. Please Stay
9. Cloud Number Nine
10. You Belong To Me
11. Summer of '69
12. Here I Am (solo acoustic)
13. When You're Gone (solo acoustic)
14. (Everything I Do) I Do It for You
15. Back to You
16. Somebody
17. Have You Ever Really Loved a Woman?
18. The Only Thing That Looks Good on Me Is You
19. Cuts Like a Knife
20. Please Forgive Me
21. 18 Til I Die
22. I'm Ready
23. Brand New Day
24. I Could Get Used to This
25. I Fought the Law (The Crickets cover)
26. Whiskey in the Jar (The Dubliners cover)
27. Straight from the Heart (solo acoustic)
28. All for Love (solo acoustic)

## Band di supporto
- Bryan Adams - Chitarra, Cantante
- Keith Scott - Chitarra
- Mickey Curry - Batteria
- Gary Breit - Tastiere
- Solomon Walker - Basso

### Musicisti aggiuntivi
- Phil Thornalley - Basso

## Ospite speciale
- 4 agosto 2018, Toronto, Rogers Centre: Summer of '69 con Taylor Swift[5]
- 24 agosto 2018, New York, Madison Square Garden: Summer of '69, You May Be Right con Billy Joel[6]